# Bruno Kresing
Bruno Kresing (* 5. September 1929 in Hamm; † 23. August 2020 in Salzkotten) war ein römisch-katholischer Geistlicher und Generalvikar sowie Domkapitular im Erzbistum Paderborn.

## Leben
Nach seinem 1950 abgelegten Abitur studierte Kresing Philosophie und Theologie an der Theologischen Fakultät Paderborn und an der Ludwig-Maximilians-Universität München. Am 26. Mai 1955 empfing er im Paderborner Dom durch Erzbischof Lorenz Jaeger die Priesterweihe. Er erhielt seine erste Seelsorgestelle als Vikar in St. Vincenz im sauerländischen Menden. Freigestellt zum Weiterstudium zum Religionslehrer für kath. Religion und Geschichte wurde er 1958 Subsidiar in Bielefeld. Kresing legte 1962 das Erste sowie 1963 das Zweite Staatsexamen ab. 1967 wurde er zum Oberstudienrat ernannt; ab 1970 war er zusätzlich Beauftragter für den Religionsunterricht an Höheren Schulen im Erzbistum Paderborn.
1973 folgte die Berufung zum Direktor des Erzbischöflichen Theologenkonviktes Collegium Leoninum und Direktor des Päpstlichen Werkes für geistliche Berufe im Erzbistum Paderborn. Erzbischof Johannes Joachim Degenhardt ernannte ihn am 10. April 1974 zum Generalvikar des Erzbistums Paderborn. Dieses Amt übte er bis zum Tod Kardinal Degenhardts am 25. Juli 2002 aus.
Zusätzlich war Kresing in zahlreichen Gemeinschaften aktiv, so 1959 als Kurat der Pfadfinderinnenschaft St. Georg, 1963 als Geistlicher Leiter des Heliand-Bund sowie 1965 Markkaplan und 1967 Geistlicher Leiter (Bundeskaplan) im Bund Neudeutschland. Von 1970 bis 1973  war er Vorstandsmitglied der Vereinigung der katholischen Religionslehrer an den Höheren Schulen im Erzbistum Paderborn. Als Generalvikar übernahm er weitere Aufgaben wie 1974 Mitglied im Aufsichtsrat und 1990 Stellvertretender Vorsitzender der Aachener Gemeinnützigen Wohnungsbaugesellschaft. 1974 übernahm er den Vorsitz des Clemens-Hofbauer-Hilfswerk und 1977 ein Engagement im Generalvorstand des Bonifatiuswerks, dessen Vorsitzender im Erzbistum Paderborn er 1981 wurde. 1983 wurde er Moderator der Kurie. Von 1978 bis 1994 war er Vorsitzender der Kommission für Schulrecht des Verbandes der Diözesen Deutschlands und von 1978 bis 1994 Sprecher der Gesellschafterversammlung der Bonifatius-Druckerei in Paderborn.
Mit seinem 75. Geburtstag wurde er im September 2004 von allen Aufgaben als Verwaltungsratsmitglied, Geistlicher Rat und als Domherr entpflichtet. Er lebte zuletzt in Paderborn.

## Ehrungen und Auszeichnungen
- Residierender Domkapitular und Wirklicher Geistlicher Rat (1974)
- Päpstlicher Ehrenprälat (1976)
- Ehrenkonventualkaplan des Souveränen Malteserordens (1979)
- Apostolischer Protonotar (1984)
- Ehrendomkapitular Magdeburg (1995)
- Ehrenbürger der Stadt Kaštela (Dalmatien) (1996)
- Archimandrit der Erzeparchie Sidon (Libanon) (1998)
- Ehrendomkapitular des Bistums Drohiczyn (Polen), des Erzbistum Split-Makarska (Kroatien) und des Bistums Zielona Góra-Gorzów (Polen) (1999)

## Schriften (Auswahl)
- Kresing, Bruno: Das Erzbistum Paderborn in der Weltkirche 1974 - 2002, Paderborn 2007, ISBN 3-89710-390-7
- Schäfers, Thomas; Schallenberg, Peter; Zelinka, U. (Hgg.): Zur Mission herausgefordert: Evangelisierung als kirchlicher Auftrag; Festschrift für Generalvikar Bruno Kresing zum 70. Geburtstag. Paderborn 1999, ISBN 3-89710-107-6
- Kresing, Bruno (Hg.): Die Botschaft des Konzils; eine Sammlung von Texten des Zweiten Vatikanischen Konzils, Paderborn 1966, 2. Auflage 1968.
- Kresing, Bruno u. a.: Theologisches Forum 8: Weltreligionen, Düsseldorf 1972.
- Kresing, Bruno (Hg.): Für die Vielen. Zur Theologie der Diaspora, Paderborn 1984.  ISBN 978-3-87088-355-3
- Kresing, Bruno (Hg.): Graf Stolberg. Ein Laie im Dienst der Diaspora, Paderborn 1989. ISBN 978-3-87088-598-4
- Kresing, Bruno: Mit Maria auf dem Pilgerweg des Glaubens, Paderborn 1991.
- Kresing, Bruno (Hg.): „Helfer zu euerer Freude“: Glaube in Kirche und Welt. Festgabe für Erzbischof Johannes Joachim Degenhardt, Paderborn 1999.
- Kresing, Bruno: Liboribildchen durch die Zeit 1995-2000, Paderborn 2000, ISBN 978-3-89710-062-6
- Kresing, Bruno: Kirchbau im Erzbistum 1974 bis 2000, Paderborn 2000, ISBN 978-3-931664-11-4